# Alokito Bangladesh
Alokito Bangladesh (bengali : আলোকিত বাংলাদেশ  « Bangladesh éclairé  ») est un quotidien du Bangladesh, publié à partir de Dacca en langue bengali. Fondé en 2013, le journal est aujourd'hui publié sur papier et en ligne.

## Histoire
Le Daily Alokito Bangladesh est un journal bengali nouvellement publié mais c'est déjà un journal populaire. Il a été fondé en 2013.
En bengali, Alokito Bangladesh signifie « Bangladesh éclairé ». Il est publié à partir de Dacca et a des reporters et des correspondants dans tout le Bangladesh.
La publication appartient à Alokito Media Ltd. Son éditeur est Kazi Rafiqul Alam. Depuis le 18 mai 2014, le rédacteur en chef est Shahjahan Sardar. Il vient du Daily Manobkantha. Il est l'un des journalistes les plus éminents du Bangladesh. Auparavant, il est passé au Bangladesh Pratidin, au Jugantor et au Daily Ittefaq. En outre, il a été secrétaire et président de Dhaka Reporters Unity (DRU).
Le siège social du Daily Alokito Bangladesh au 151/7 Green Road à Dacca. En 2014, le tirage du Daily Alokito est d'environ 200 000 exemplaires.
Comme beaucoup de journaux du Bangladesh, Alokito a également une publication en ligne qui comprend différentes catégories comme le sport, la technologie, l'environnement, la politique, le divertissement, la mode les affaires ou l'économie.